# Черчен
Черче́н (уйг. چەرچەن‎) или Цемо́ (кит. 且末, пиньинь Qiěmò, палл. Цемо) — посёлок на юге Синьцзян-Уйгурского автономного района КНР, на реке Черчен. Административный центр уезда Черчен. Один из важных пунктов на древнем Великом шелковом пути.

## История
Царство Цемо́ (且末) упомянуто в «Ханьшу» и «Хоу Ханьшу». Согласно «Ханьшу», в период ранней Хань царство Цемо насчитывало 230 домов, 1610 жителей и 320 человек, способных держать оружие в руках. После ханьского завоевания администрация состояла из 3 китайских чиновников и переводчика. Из занятий жителей отмечено выращивание винограда и других плодов.
В 1978 году в пустыне Такла-Макан был найден мумифицированный «черченский человек», датированный 1000 годом до н. э. Черченец был блондином со светлой кожей ростом 2 м. Умер черченский человек в возрасте 50 лет.

## Экономика
Кустарное производство шерстяных и шёлковых тканей, ковров; обработка продуктов животноводства и садоводства. В районе — месторождения золота и мрамора.

## Транспорт
Транзитный пункт на трассе Годао 315. Конечный пункт нескольких шоссе через пустыню Такла-Макан.